# Haisîn
Haisîn (în ucraineană Гайсин, în poloneză Hajsyn) este orașul raional de reședință al raionului Haisîn din regiunea Vinnița, Ucraina. În afara localității principale, nu cuprinde și alte sate.

## Demografie
Componența lingvistică a orașului Haisîn
     Ucraineană (93,01%)
     Rusă (6,62%)
     Alte limbi (0,14%)
Conform recensământului din 2001, majoritatea populației orașului Haisîn era vorbitoare de ucraineană (93,01%), existând în minoritate și vorbitori de rusă (6,62%).

## Galerie de imagini

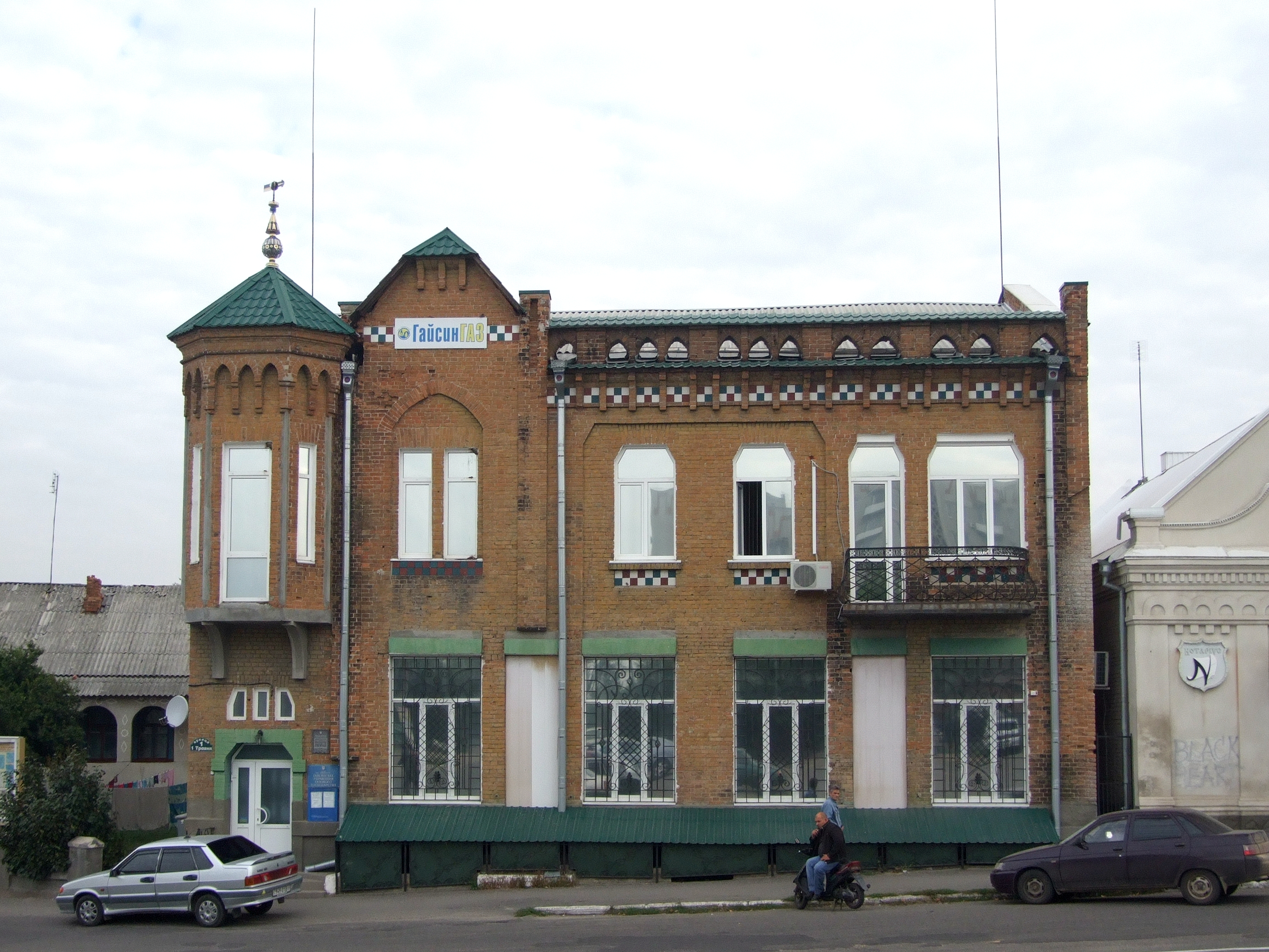
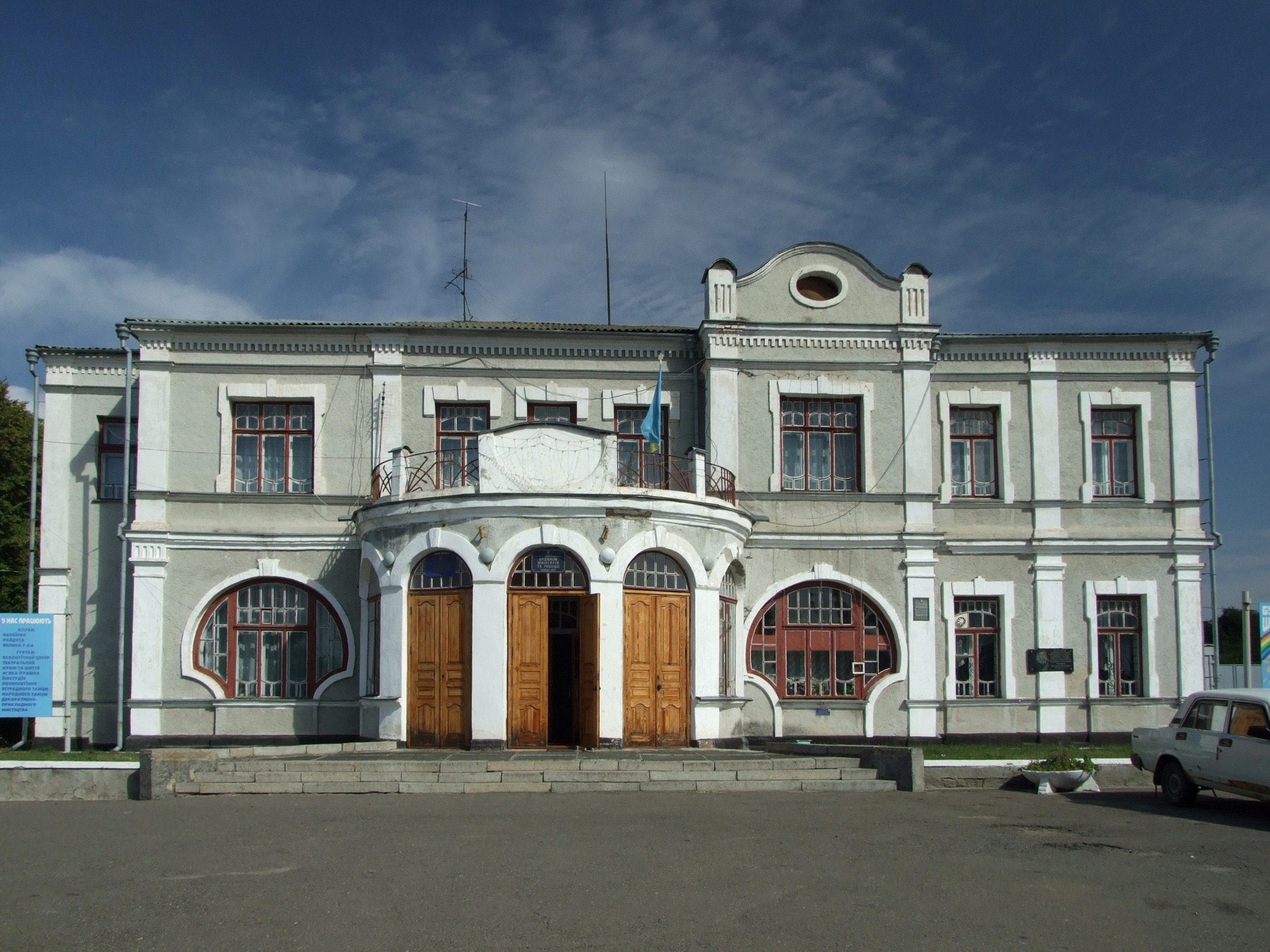
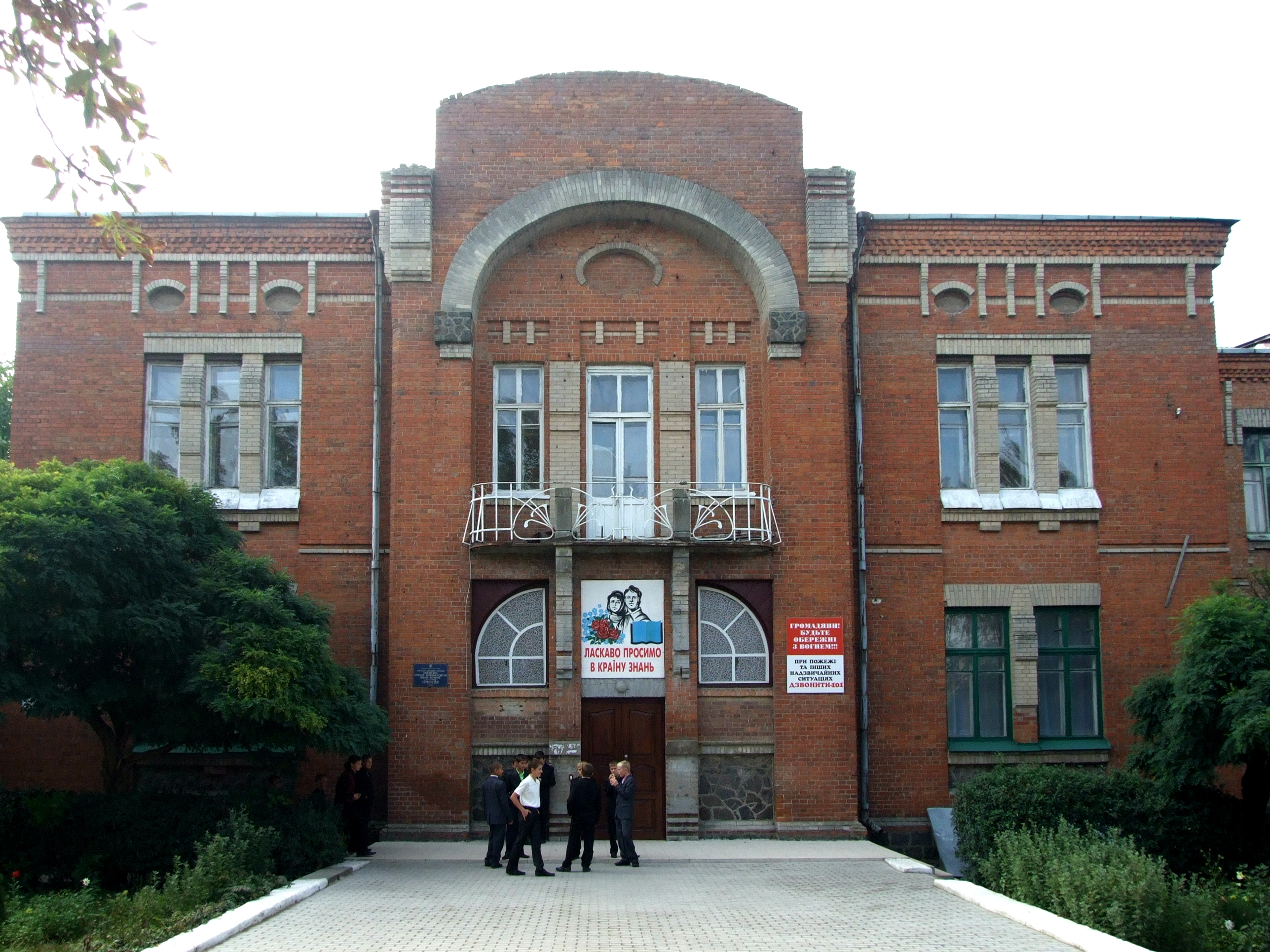
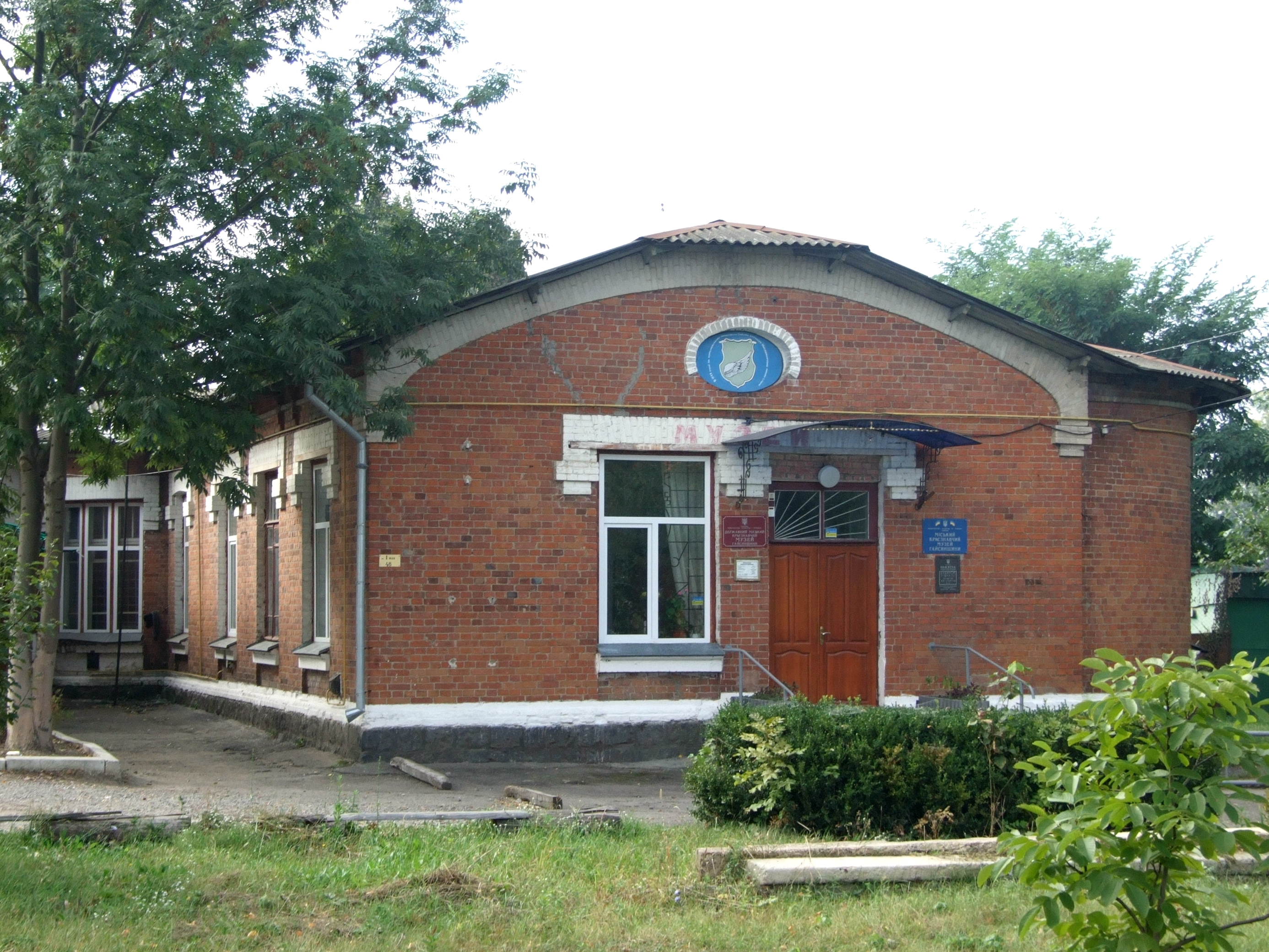
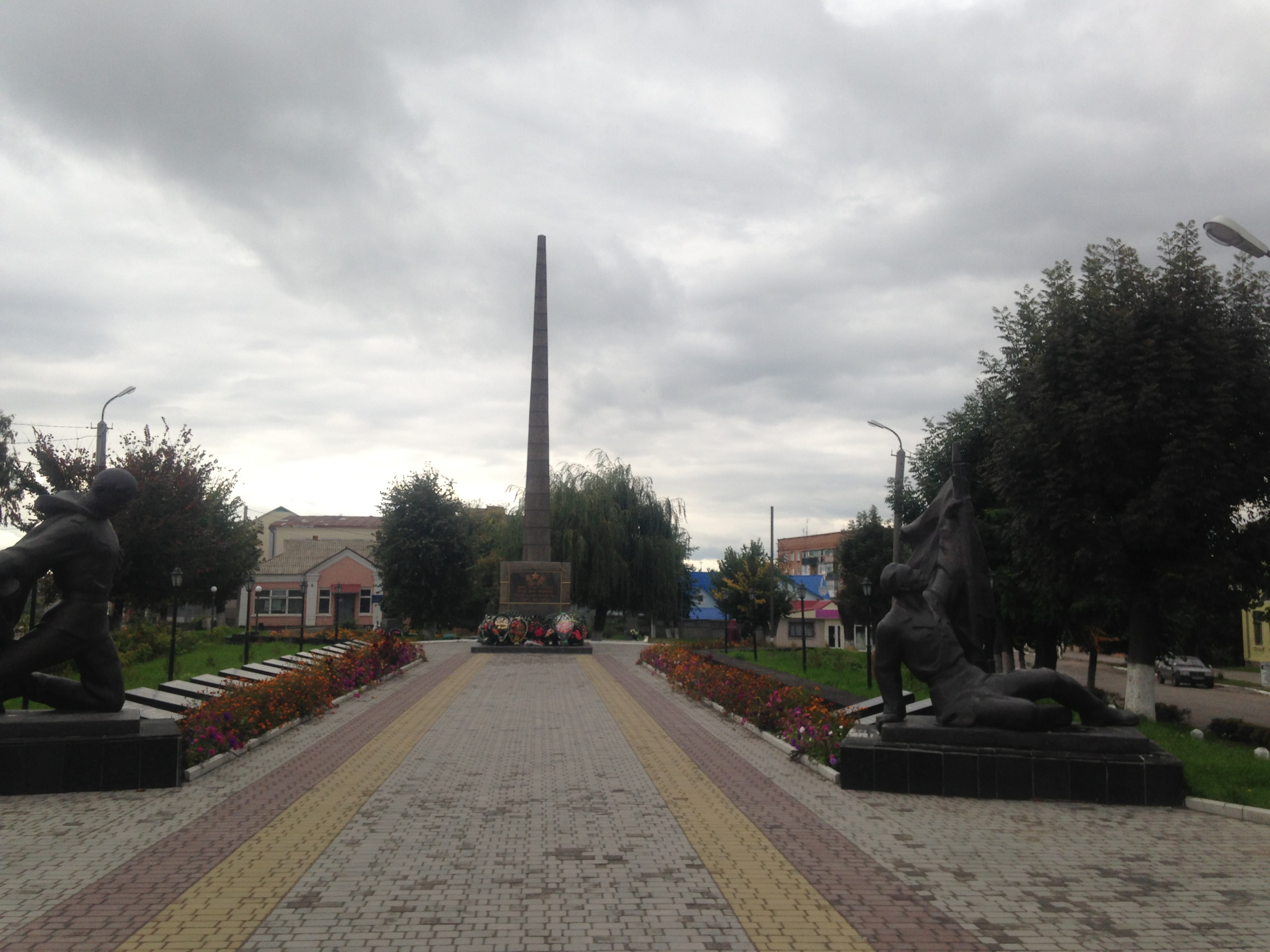

## Istoric
Marele Ducat al Lituaniei 1545–1569

 Uniunea statală polono-lituaniană 1569–1672

 Imperiul Otoman 1672–1699

 Uniunea statală polono-lituaniană 1699–1793

 Imperiul Rus 1793–1917

 RSS Ucraineană 1920–1922

 Uniunea Sovietică 1922–1941

 Imperiul German (ocupația) 1941–1944

 Uniunea Sovietică 1944–1991

 Ucraina 1991–prezent 